# Ash (raper)
Ash, właściwie Łukasz Morawski (ur. 1978 w Koninie) – polski raper, autor tekstów i producent muzyczny znany z działalności w grupach Grammatik i TrzyStyle.

## Działalność artystyczna
Pierwszym zespołem w karierze Asha był zespół TrzyStyle, do którego należał wraz z MC Słońce, znanym również jako GDM (który tworzył następnie pod pseudonimem Tom Palash), FWC oraz Zającem. Grupa w 1999 roku nagrała demo 3style z 5 utworami. Tego samego roku raper wystąpił gościnnie w utworze „Czasem” na pierwszej płycie Grammatika pt. EP +.
W 2000 roku Ash dołączył do grupy Grammatik, wraz z którą nagrał album Światła miasta. Po tej płycie Ash wraz z Noonem postanowili odejść z zespołu. W 2001 roku raper nagrał nielegal W blasku słońca wraz ze swoim macierzystym zespołem – Trzystyle. Tego samego roku wystąpił gościnnie na albumie producenckim Ośki pt. Kompilacja 2.
W 2002 roku Ash gościł na płycie duetu Pezet-NOON Muzyka klasyczna w utworze „Te same dni, te same sny”. Wraz z grupą Trzystyle pojawił się na składance JuNouMi Records vol.2 (2002) w utworze „Walizka”. Nagrał także z zespołem kolejny nielegal pt. Odgłos ciszy.
W latach późniejszych raper zaprzestał działalności artystycznej. W 2004 roku pojawiły się spekulacje o powrocie rapera na scenę, które zostały zdementowane przez członka formacji Grammatik – rapera Eldo.

## Dyskografia
- TrzyStyle – TheMuffka (1998, nielegal)
- TrzyStyle – 3style (EP, 1999, nielegal)
- Grammatik – EP + (1999, Blend Records, gościnnie)
- Grammatik – Światła miasta (2000, T1-Teraz)
- TrzyStyle – W blasku słońca (2001, nielegal)
- O$ka – Kompilacja 2 (2001, Asfalt Records, gościnnie)
- TrzyStyle – Odgłos ciszy (2002, nielegal)
- Pezet, Noon – Muzyka klasyczna (2002, T1-Teraz, gościnnie)